# Hugo Moutinho
Hugo Filipe dos Reis Moutinho (n. 1 ianuarie 1982, Lisabona, Portugalia) este un jucător portughez de fotbal care evoluează pe postul de mijlocaș. 

## Titluri
| Sezon | Club | Titlu |
| ----- | ---- | ----- |

Format:Lot CS Turnu Severin